# Hermann Römer

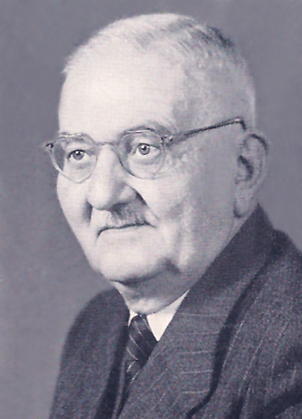
Hermann Römer (um 1950)

Hermann Andreas Römer (auch Roemer; * 8. Juli 1880 in Pfrondorf; † 26. Dezember 1958 in Markgröningen) war evangelischer Pfarrer in Bietigheim, Hochschullehrer in Markgröningen und Verfasser landesgeschichtlicher Publikationen.

## Leben
Hermann Römer wurde geboren als Sohn von Heinrich Römer, Pfarrer in Stuttgart, und Martha geb. Schinckel. Von 1886 bis 1888 besuchte er die Volksschule in Großheppach, von 1888 bis 1893 die Lateinschule in Waiblingen und von 1893 bis 1898 das Karls-Gymnasium in Stuttgart. Von 1898 bis 1902 studierte Roemer, wie schon viele seiner Vorfahren, evangelische Theologie an den Universitäten Tübingen und Halle. Unter seinen Hochschullehrern waren Theodor von Haering, Alfred Hegler, Karl Holl, Martin Kähler, Max Reischle, Adolf Schlatter und Christian Friedrich Seybold.
1902 absolvierte er das erste theologische Dienstexamen und trat in den württembergischen Kirchendienst. Von 1903 bis 1905 arbeitete er als theologischer Hilfslehrer am Basler Missionsseminar. Von 1907 bis 1910 war er Repentent am Evangelisch-theologischen Seminar in Tübingen. Im akademischen Jahr 1908/1909 leitete er die untere Abteilung des neutestamentlichen Seminars und nahm einen Lehrauftrag wahr. 1911 wurde er promoviert und trat wieder in den Kirchendienst, u. a. als Vikar in Kirchheim unter Teck. 1912 wurde er Stadtpfarrer in Bietigheim. 1918 wechselte er als „Studienprofessor“ an das Markgröninger Lehrerinnenseminar im ehemaligen Residenzschloss. 

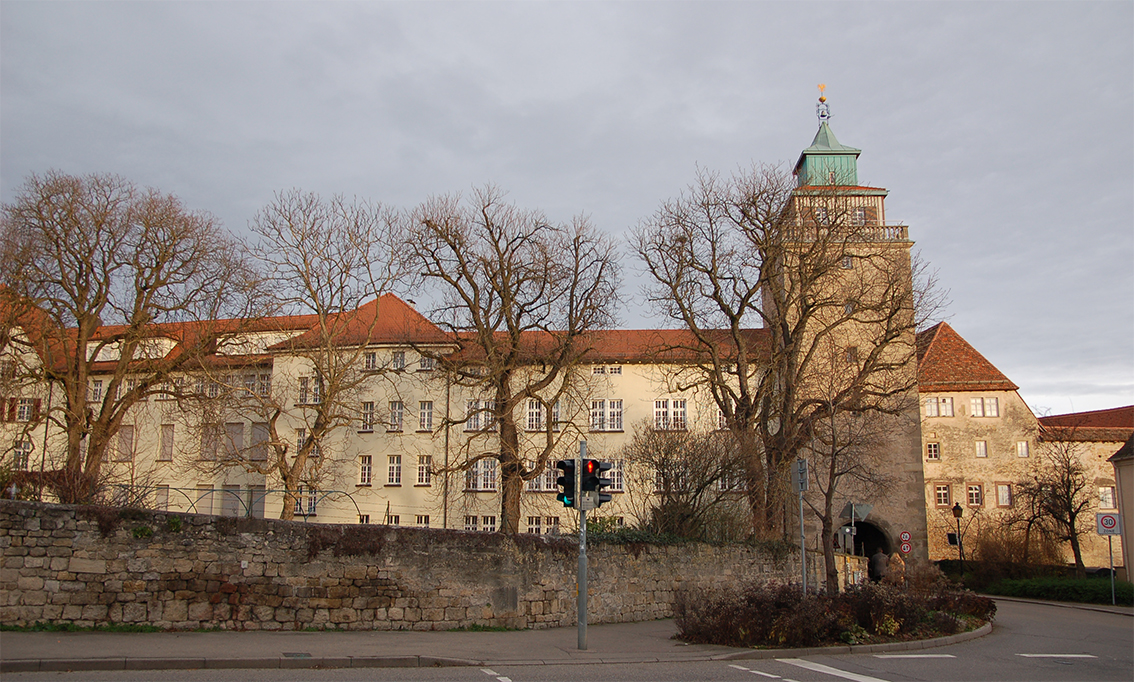
Römers Wirkungsstätte in Markgröningen: das Lehrerinnenseminar im ehemaligen Schloss

In Markgröningen betrieb er historische Forschungen und veröffentlichte unter anderem stadtgeschichtliche Werke über seine beiden Wirkungsstätten Bietigheim und Markgröningen. Dabei knüpfte er an die Arbeit Ludwig Heyds an. Besonderes Augenmerk schenkte er dem Reformtheologen und Markgröninger Stadtpfarrer Reinhard Gaißer, den er als „ersten Sozialrevolutionär auf einer württembergischen Kanzel“ bezeichnete. Während der NS-Herrschaft unterstützte der routinierte Genealoge Markgröninger Bürger, die einen Ariernachweis vorlegen mussten.
Nach dem Zweiten Weltkrieg baute er zusammen mit seiner Frau Liesel Römer die Stadtbibliothek Markgröningen auf. Mit ihr hatte Römer fünf Söhne und eine Tochter, die als verheiratete Annemarie Griesinger in der CDU politische Karriere machte und 1972 als erste Frau Mitglied einer baden-württembergischen Landesregierung wurde.

### Politische Aktivitäten
Römer gründete in Bietigheim einen christlichen Arbeiterverein und war in der Weimarer Republik im parteiähnlichen „Christlichen Volksdienst“ aktiv. Nach dem Zweiten Weltkrieg zählte er zu den Gründungsmitgliedern des Markgröninger Ortsverbands und des Kreisverbands Ludwigsburg der CDU.

## Rezeption und Gedenken
Die Stadt Markgröningen verlieh Römer die Ehrenbürgerwürde und benannte eine Straße nach ihm. Seine zweibändige Stadtgeschichte dient als Grundlagenwerk für die lokale Geschichtsforschung.

## Werke (Auswahl)
- Die Bābī-Behā'ī. Eine Studie zur Religionsgeschichte des Islams. Verlag der Deutschen Orient-Mission, Potsdam 1911 (Dissertation, Universität Tübingen, 1911).
- Markgröningen im Rahmen der Landesgeschichte, Band II: 1550–1750. Renczes, Markgröningen 1930
- Markgröningen im Rahmen der Landesgeschichte, Band I: Urgeschichte und Mittelalter. Renczes, Markgröningen 1933.
- Ortschronik der Gemeinde Oberriexingen. Markgröningen 1952
- Geschichte der Stadt Bietigheim an der Enz. Kohlhammer, Stuttgart 1956.

Außerdem verfasste er einige Beiträge für die Ludwigsburger Geschichtsblätter.